# 美国绿色建筑委员会
美国绿色建筑委员会（英語：U.S. Green Building Council，縮寫：USGBC，或译美国绿建筑协会）是美國的非營利組織，旨在推動建築物在設計、建造和使用的永續發展。美國綠建築協會以推動領先能源與環境設計而著稱。

## 宗旨
轉變建築物、社區被設計、建造與運作的方法，賦予具備環境與社會責任、健康並富足的環境，促進生活品質。

## 組織
美国绿色建筑委员会擁有來自於建築業超過15,000名成員，共同促進住宅能對環境友善，確保適合居住與辦公的健康處所。為達到此一目的，綠建築協會發展出多項計畫與服務，並與重要的產業、研究單位與各級政府機關密切合作。
美国绿色建筑委员会也推廣綠色建築教育，包括舉辦工作坊與網上座談來教授大眾與綠建築不同領域的專業者，除了基本知識外，亦包含較具技術的資訊。

## LEED认证
LEED（Leadership in Energy and Environmental Design，常被译为領先能源與環境設計或能源与环境设计先锋）是美国绿色建筑委员会在2000年設立的一項綠建築評分認證系統，用以評估建築績效是否能符合永續性。
這套標準逐步修正，目前適用版本為v4版本。適用建物類型包含;新建案、既有建築物、商業建築內部設計、學校、租屋與住家等。對於新建案（LEED NC），評分項目包括7大指標：永續性建址（Sustainable Site）、用水效率（Water Efficiency）、能源和大氣（Energy and Atmosphere）、材料和資源（Materials and Resources）、室內環境品質（Indoor Environmental Quality）、革新和設計過程（Innovation and Design Process）、區域優先性（Regional Priority）。
评分系统中，总分为110分。申请LEED的建筑物，如评分达40-49，则该建筑物被LEED认证級（Certified）；评分达50-59，则该建筑物达到LEED银级认证（Silver）；如评分达60-79，则该建筑物达到LEED金级认证；如评分达80分以上，则该建筑物达到LEED白金级认证（Platinum）。
LEED認證分為：LEED NC （新建物與新增大範圍建案申請）、LEED ND （集合住宅、商住混合開發案申請，不包含建築物）、LEED EB （既有建築物或建物局部修改認證）、LEED CI （室內裝修改善認證）、 LEED CS （外核與內裝認證）、LEED HC （醫療建築的認證）

## 专业认证
绿色建筑专业人员可以通过LEED专业认证考试成为LEED认证专业人员。通过专业认证的人员能帮助不同LEED系统的建筑评级。专业认证由绿色建筑认证委员会管理。
目前有三个级别的LEED专业认证资格，由低到高分别是：LEED Green Associate(GA)、LEED Accredited Professional(AP)和LEED Fellow。
其中LEED AP按专门技术领域的不同，分为LEED AP建筑物设计和建造、LEED AP住宅、LEED AP内部设计和建造、LEED AP社区开发、以及LEED AP运行和维护等。
申请成为LEED Green Associate，需要通过LEED Green Associate Exam。申请成为LEED AP，则需要三年LEED项目的经验，并要求参加LEED Accredited Professional Exam，该考试分为两部分，第一部分是为未获得LEED Green Associate资格者准备的LEED Green Associate Exam；第二部分则是LEED AP专门技术领域考试。

## 其它国家的评级系统
- LEED international
- 澳大利亚：Nabers （页面存档备份，存于） / Green Star （页面存档备份，存于）
- 巴西：AQUA （页面存档备份，存于） / LEED Brasil （页面存档备份，存于）
- 加拿大：LEED Canada （页面存档备份，存于）/ Green Globes （页面存档备份，存于）
- 中国：绿色建筑评价标准（GB/T 50378—2006）
- 芬兰：PromisE （页面存档备份，存于）
- 法国：HQE （页面存档备份，存于）
- 德国：DGNB （页面存档备份，存于）
- 香港：HKBEAM
- 印度：GRIHA （页面存档备份，存于）（national green rating）/ LEED India
- 意大利：Protocollo Itaca （页面存档备份，存于）
- 墨西哥：LEED Mexico
- 荷兰：BREEAM Netherlands （页面存档备份，存于）
- 新西兰：Green Star NZ （页面存档备份，存于）
- 葡萄牙：Lider A
- 新加坡：Green Mark （页面存档备份，存于） and Construction Quality Assessment System（CONQUAS â） （页面存档备份，存于）
- 南非：Green Star SA
- 西班牙：VERDE
- 美国：LEED （页面存档备份，存于）/Green Globes （页面存档备份，存于）
- 英国：BREEAM
- 台灣：EEWH
- 日本：CASBEE  （页面存档备份，存于）

## 外部連結
- LEED能源与环境设计先锋的新浪微博
- 美國綠建築協會 （页面存档备份，存于）
- 世界綠建築協會 （页面存档备份，存于）

1. ↑  . 北京环球度假区.   [2023-05-27]. （原始内容存档于2023-05-27）.